# Когда Гарри встретил Салли
«Когда Гарри встретил Салли» (англ. When Harry Met Sally…) — американская романтическая комедия режиссёра Роба Райнера, снятая по сценарию Норы Эфрон. Главные роли исполнили Билли Кристал и Мег Райан. Мать режиссёра Эстелл Райнер сыграла эпизодическую роль посетительницы кафе с единственной репликой, ставшей крылатой («Принесите мне то же, что и ей»). Картина поднимает вопрос «Могут ли мужчины и женщины когда-либо быть просто друзьями?» и затрагивает многие темы об отношениях, ставших бытовыми понятиями, такими как «высокий уровень обслуживания» и «переходный человек».
Истоки фильма были выведены из возвращения режиссёра к холостяцкой жизни после развода. Интервью, которое Эфрон провела с Райнером, послужило основой фильма. Главная героиня стала собирательным образом сценаристки и некоторых её друзей. Утвердившись на роль, Кристал внёс собственный вклад в сценарий, сделав своего персонажа ещё смешнее. Эфрон снабдила большую часть фильма диалоговой структурой, построенной на дружбе Райнера и Кристала.

## Сюжет
В 1977 году Гарри Бернс и Салли Олбрайт заканчивают Чикагский университет и вместе едут в Нью-Йорк, где она поступает в школу журналистики, а он начинает свою карьеру. Гарри встречается с подругой Салли Амандой.
Во время поездки Гарри и Салли обсуждают свои разные взгляды на отношения; она не согласна с его утверждением, что мужчины и женщины не могут быть друзьями, поскольку «секс мешает». В закусочной Гарри говорит Салли, что она очень привлекательна, а та сердито обвиняет Гарри в том, что он заигрывает с ней. Они расстаются в Нью-Йорке в недружественных отношениях.
Пять лет спустя, в 1982 году, Гарри и Салли оказываются на одном рейсе. Выясняется, что Салли встречается с соседом Гарри Джо, а Гарри помолвлен с Хелен, что удивляет Салли, так как это кажется нехарактерно оптимистичным для него. Гарри предлагает стать друзьями, поясняя свою предыдущую позицию о невозможности дружбы между мужчиной и женщиной. Они расходятся, придя к выводу, что друзьями не будут.
В 1987 году, пять лет спустя, Гарри и Салли снова сталкиваются в книжном магазине. Они пьют кофе и говорят о своих предыдущих отношениях; Салли и Джо расстались, потому что она хотела семью, а он не хотел жениться, а жена Гарри Хелен ушла от него к другому мужчине. Они гуляют и соглашаются продолжить дружбу. Гарри и Салли разговаривают по телефону допоздна, ходят ужинать и проводят время вместе, обсуждая свою личную жизнь.
Во время новогодней вечеринки Гарри и Салли сближаются. Несмотря на то, что они остаются друзьями, Гарри и Салли знакомят друг друга со своими лучшими друзьями, Мари и Джесс. Когда все четверо идут в ресторан, Мари и Джесс быстро влюбляются друг в друга, а позже обручаются.
Однажды ночью, разговаривая по телефону, Салли со слезами на глазах сообщает Гарри, что её бывший женится. Он спешит в её квартиру, чтобы утешить Салли. Она находится в подавленном состоянии, двое начинают целоваться и занимаются сексом. Гарри уходит на следующее утро, чувствуя себя неловко и сожалея о случившемся. Их дружба остывает до момента, когда на свадебном ужине Джесс и Мари у них не возникает ожесточённого спора, во время которого Салли сердито даёт Гарри пощёчину. Он пытается наладить дружбу, но Салли чувствует, что они не могут быть друзьями.
На вечеринке в канун Нового года 1988 года Салли чувствует себя одинокой без Гарри. Гарри начинает встречать Новый год в одиночестве, смотря ежегодную программу Дика Кларка New Year’s Rockin 'Eve. До полуночи он гуляет по городу. Когда Салли решает покинуть вечеринку до полуночи, появляется Гарри и признаётся ей в любви. Салли говорит, что единственная причина, по которой он здесь, заключается в том, что он одинок, но Гарри перечисляет многие вещи, которые, как он понял, он любит в ней. Затем они целуются в новогоднюю полночь. Гарри и Салли женятся через три месяца, ровно через 12 лет и три месяца после их первой встречи.
Фильм содержит несколько чередующихся и перемежающихся фрагментов, в которых вымышленные пожилые супружеские пары рассказывают на камеру свои истории о том, как они встретились. Последняя пара, у которой взяли интервью перед заключительными титрами, — это Гарри и Салли.

## Актёрский состав
- Билли Кристал — Гарри Бёрнс
- Мег Райан — Салли Олбрайт, подруга Гарри
- Кэрри Фишер — Мари, подруга Салли
- Бруно Кёрби — Джесс, друг Гарри
- Стивен Форд — Джо, парень Салли
- Лиза Джейн Перски — Элис, подруга Салли
- Мишель Никастро — Аманда Риз, подруга Гарри
- Кевин Руни — Айра Стоун, муж Хелен
- Харли Козак — Хелен Хиллсон, жена Гарри

## Награды и номинации
Фильм номинировался на пять премий «Золотой глобус»: «Лучший фильм (комедия или мюзикл)», «Лучший режиссёр», Лучшая мужская и женская роли (комедия или мюзикл) и «Лучший сценарий», а также на премию «Оскар» за лучший оригинальный сценарий. Нора Эфрон стала лауреатом премии «BAFTA» в соответствующей номинации. Также композитор и исполнитель альбомной версии песни «It Had to Be You» Гарри Конник- младший стал лауреатом своей первой премии «Грэмми» в номинации «Лучшее мужское джаз-исполнение».
По версии Американского института кино картина занимает ряд мест:
- 23-е место в списке 100 комедий;

- 25-е место в 100 страстей;

- 60-е место в 100 песен («It Had to Be You»);

- 33-е место в 100 киноцитат («Мне — то же, что и ей»);

- 6-е место в списке «10 лучших романтических комедий» 10 фильмов из 10 жанров[3].

## Музыка в фильме
- «It Had to Be You» (Фрэнк Синатра, Гарри Конник- младший (альбомная версия))
- «Our Love Is Here to Stay» (Луи Армстронг, Элла Фицджеральд)
- «Don't Pull Your Love» (Гамильтон, Джо Френк и Рейнольдс)
- «Let's Call the Whole Thing Off» (Луи Армстронг, Элла Фицджеральд)
- «Where or When» (Элла Фицджеральд)
- «Lady's Lunch» (Марк Шейман)
- «Plane Cue and La Marsellaise» (Макс Стайнер) (из фильма «Касабланка», 1942)
- «The Surrey with the Fringe on Top» (Билли Кристал и Мэг Райен)
- «Have Yourself a Merry Little Christmas» (Бинг Кросби)
- «Call Me» (Билли Кристал)
- «Auld Lang Syne» (Луи Армстронг)